# Marina Torres
Marina Torres Buxadé (San Vicente de Castellet, 31 de julio de 1894-Madrid, 12 de abril de 1967) fue una actriz de cine mudo y de doblaje española.

## Trayectoria
Nació en San Vicente de Castellet en 1894. Su padre murió cuando ella tenía cuatro años, así que su madre con ella y sus dos hermanas (Francesca (Paquita) y Vicenta) se trasladó a a Barcelona. Allí, todavía niña, fue modelo de algunos pintores, entre otros, el simbolista barcelonés Juan Brull o el pintor Ricardo Urgell. Comenzó su carrera de actriz junto a su hermana Francesca en la compañía «Casa Verdaguer», representando obras de escritores como Ángel Guimerá. En 1917, debutó en La hija del mar, una película dirigida por Adrián Gual. En 1923, con veinte años, se trasladó a Madrid por motivos laborales, y en 1924, cuando murió Ricardo Urgell, fijó su residencia definitiva en esta ciudad.
Durante la década de 1920 se dedicó de lleno al cine, con gran éxito, en películas como La hija del corregidor, Gigantes y cabezudos, La sobrina del cura, Luis Candelas o Agustina de Aragón. Alcanzó mucha popularidad encarnando personajes femeninos con carácter. En 1926 interpretó a Dulcinea del Toboso en la película Don Quixote af Mancha del director danés Lau Lauritzen.  Con la llegada del cine sonoro, Torres dejó la pantalla. Algunos directores la rechazaron por su marcado acento catalán y para desmentir esas afirmaciones se dedicó al doblaje. En 1934, se casó con el torero Francisco Díaz Pérez, conocido como Pacorro, y abandonó su carrera.
A petición de las productoras, aceptó posteriormente papeles secundarios en largometrajes como Bambú y Goyescas.
En 1966 participó en el documental Juguetes rotos, que filmó Manuel Summers, donde el director entrevistó a personajes muy populares en otras épocas que habían sido olvidados con el paso del tiempo.
Murió ahogada en la piscina de la casa del director José Luis Sáenz de Heredia en 1967.

## Filmografía
Marina Torres actuó en las siguientes películas:
- 1917- La hija del mar (Adrià Gual)
- 1924- El martirio de vivir (Enrique Santos)
- 1925- La hija del corregidor (José Buchs)
- 1925- Gigantes y cabezudos (Florián Rey)
- 1926- La sobrina del cura (Luis R. Alonso)
- 1926- Corazones y aventuras (José Amich)
- 1926- El médico a palos (Sabino A. Micón)
- 1926- El cuidado de la aldea (Florián Rey)
- 1926- Luis Candelas o el bandido de Madrid (Armand Guerra)
- 1926- Don Quixote af Mancha (Lau Lauritzen)
- 1927- Bajando de la Fuente del Gato / La Mariquita del ojo vivo (Amichatis)
- 1927- La moza del cántaro (Amichatis)
- 1927- La hija del mar (José María Maristany)
- 1928- Agustina de Aragón (Florián Rey)
- 1928- El tren o la pastora que supo amar (Fernando Delgado)
- 1929- Una apuesta original (Amichatis)
- 1934- Sierra de Ronda (Florián Rey)
- 1935- Nobleza baturra (Florián Rey)
- 1942- Goyescas (Benito Perojo)
- 1945- Bambú (José Luis Sáenz de Heredia)
- 1950- Servicio en el mar (Luis Suárez de Lezo)